# Mouille (hydrologie)
Pour les articles homonymes, voir Mouille.

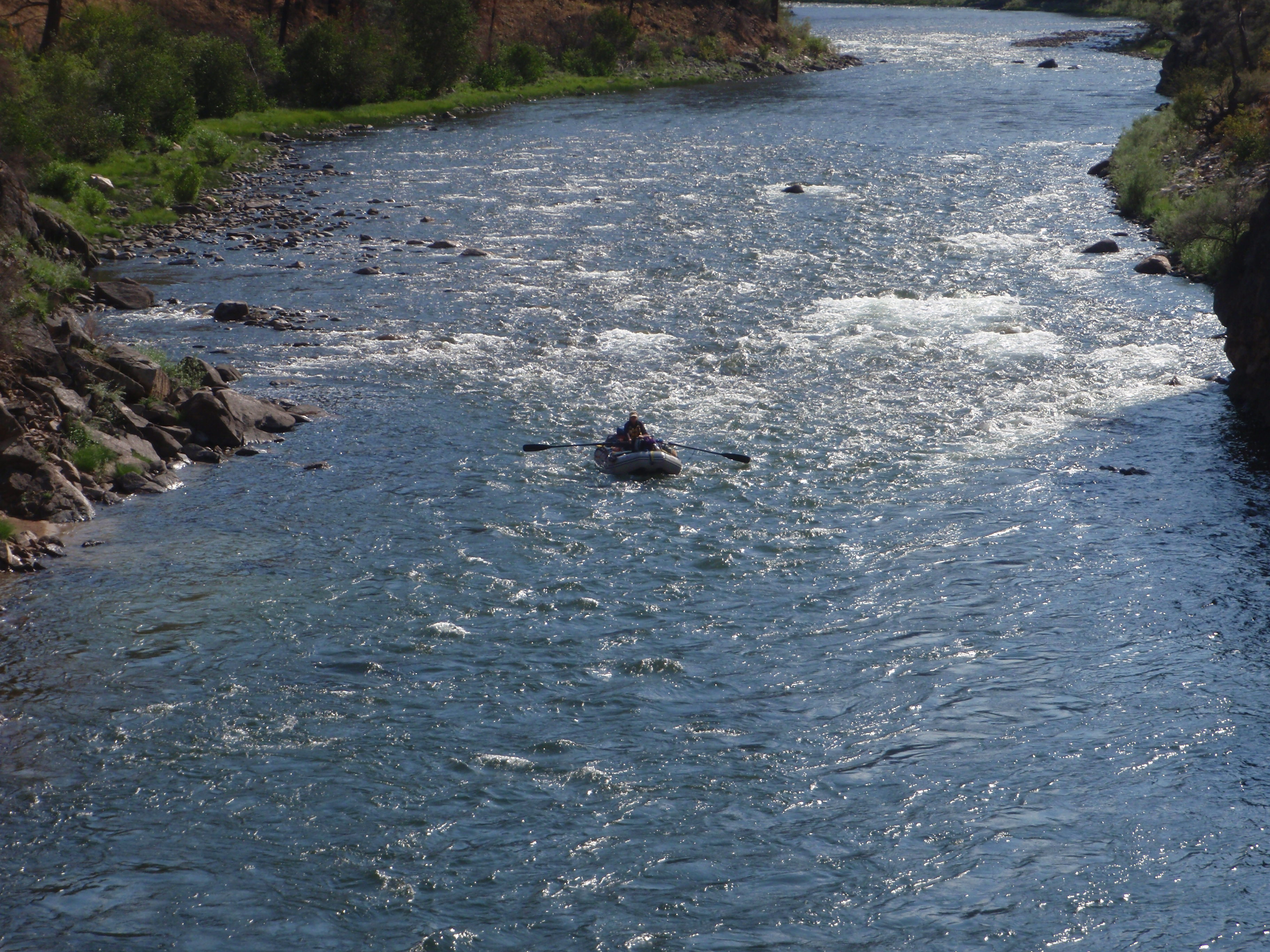
Une succession de faciès (rapides, plats, radiers, mouilles) est appelée une séquence. Elle représente la situation géographique du cours d'eau (torrent de montagne comme sur cette photo, rivière de plaine, etc…).

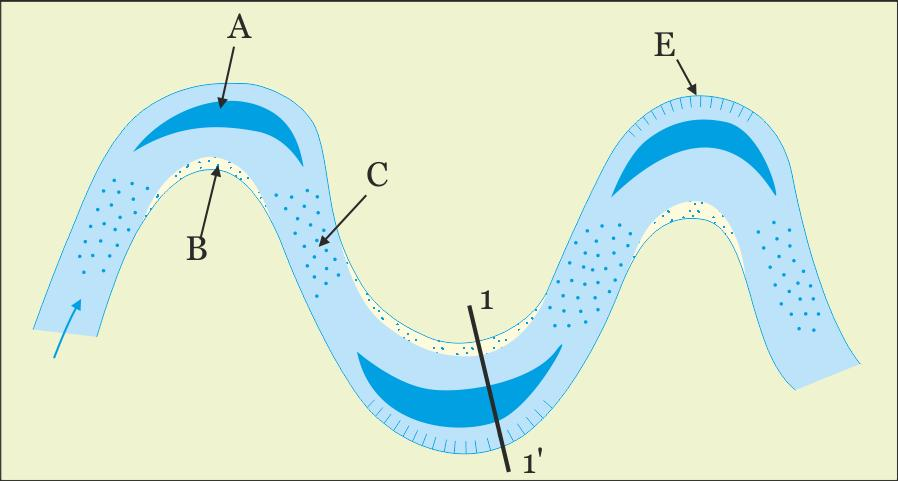
Représentation schématique de méandres : (A) mouille, (B) rive convexe, (C) seuil, (E) rive concave.

En dynamique fluviale, une mouille, aussi appelée fosse, est un secteur d'un cours d'eau   caractérisé par une faible pente, une hauteur d'eau supérieure à celle de l'ensemble du lit de ce cours d'eau, et par une plus faible vitesse d'écoulement de l'eau. Une mouille est souvent délimitée par un ou deux seuils (ou radiers) naturels ou artificiels,, dont elle est l'antonyme. Très souvent, des plats s'intercalent entre mouilles et radiers dans les portions  rectilignes.

## Caractéristiques

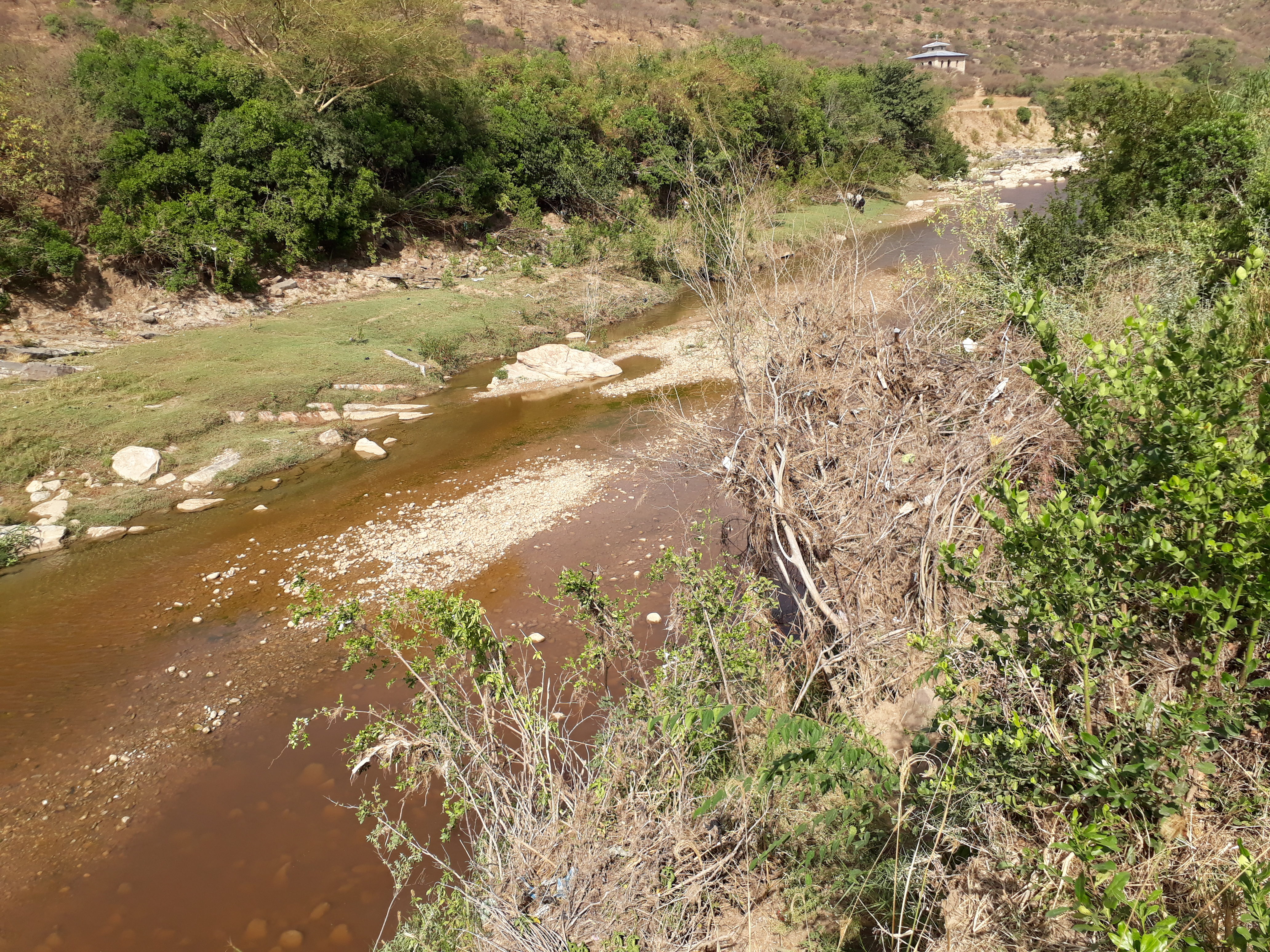
de la en Éthiopie.

Les hydrogéomorphologues distinguent des alternances de faciès d'écoulement au sein d'un cours d'eau, résultant de processus hydromorphologiques d'érosion du fond et des berges, de transport et de dépôt de la charge alluviale. Ces faciès morphodynamiques sont classés selon différents facteurs : hauteur d'eau, pente locale, profil en travers, granulométrie du substrat. Un premier niveau de classification des faciès sur la base de leur hauteur d'eau moyenne, permet de distinguer les faciès profonds (hauteur d'eau supérieure à 60 cm) : chenal lotique (vitesse supérieure à 30 cm/s), chenal lentique (vitesse inférieure à 30 cm/s), mouille de concavité, fosse de dissipation ; les faciès peu profonds (hauteur d'eau inférieure à 60 cm) : plats, plats lentiques, radiers, rapide, chute d'eau.
Les mouilles sont caractérisés par une vitesse faible, une profondeur importante et une granulométrie fine. Elles sont associées à un écoulement laminaire (filets liquides qui se déplacent plus ou moins parallèlement). Par rapport aux mouilles, les seuils ou radiers se caractérisent par une vitesse plus élevée, une faible profondeur, une pente plus forte, une rupture de pente plus nette avec les faciès limitrophes, une turbulence plus forte (filets liquides décrivant des tourbillons) liée à l'affleurement du substrat et une granulométrie plus élevée des sédiments qui se sont déposés, de par la vitesse plus grande de la lame d'eau en son sein. La présence de ces zones de vitesses différentes s'explique par le concept de continuum fluvial (le même volume d’eau doit passer dans des sections différentes dans un temps donné).

## Écosystème aquatique
L'alternance de mouilles et de radiers fait partie des facteurs qui déterminent la taille et la répartition des
populations des différentes espèces potentiellement présentes dans les habitats en faciès lotique et lentique du cours d'eau, et donc à la fois la biodiversité et la productivité de l'écosystème aquatique (faune et flore). Ces faciès bien connus des pêcheurs et aisément identifiables par un observateur, offrent ainsi par leur diversité (tête ou queue de mouille, de radier) des habitats favorables à la faune piscicole et à sa reproduction (zones de frayères).